# Medvídkovití
Medvídkovití (Procyonidae) jsou malé až středně velké šelmy. Nejznámějšími zástupci této čeledi jsou mývalové a nosálové. Medvídkovití žijí na celém území Ameriky a divoké populace mývalů se vyskytují i v Evropě kvůli utečencům ze zajetí. Mají mírně protáhlé tělo, poměrně velkou hlavu se zašpičatělým čenichem a dlouhý ocas. Pudově veškerou potravu omývají ve vodě. Váha se podle druhu pohybuje mezi 1 až 12 kg. Na všech nohou mají pět prstů s drápy. Mývalové se vyznačují velmi šikovnými předními končetinami. Pro kynkažu je typický chápavý ocas, kterým se dokáže zavěsit na větev stromu.
Medvídkovití jsou převážně stromová zvířata a často se zdržují u vodních toků, umí výborně šplhat i plavat. Vyznačují se, kromě nosálů a částečně mývalů, hlavně noční aktivitou. Většinou žijí v malých skupinách. Samice bývají březí 60–120 dní a mají 1–6 mláďat podle druhu. Medvídkovití jsou všežravci – živí se ovocem, kořínky, ořechy, hmyzem, vejci a malými obratlovci. Řada druhů se naučila přibližovat se k lidským obydlím a díky své obratnosti a inteligenci někdy působí škody na drůbeži i v domech. Většina zástupců této čeledi se dá poměrně snadno ochočit a poslední dobou není ani moc těžké si třeba mývala nebo nosála obstarat. Potřebují ovšem velmi prostornou venkovní voliéru a rozhodně se nehodí pro chov v bytě. V zajetí se mohou dožít přes 20 let.

## Systém
Čeleď medvídkovitých je na základě studií fylogenetické příbuznosti řazena následujícím způsobem.
- Podčeleď medvídci (Procyoninae)
  - Rod Procyon – mýval
    - mýval jižní (Procyon cancrivorus)
    - mýval severní (Procyon lotor)
    - mýval trpasličí (Procyon pygmaeus)

  - Rod Nasua – nosál
    - nosál červený (Nasua nasua)
    - nosál bělohubý (Nasua narica syn. Nasua nelsoni)

  - Rod Nasuella – nosál
    - nosál horský (Nasuella olivacea)
    - Nasuella meridensis

  - Rod Bassariscus – fret
    - fret kočičí (Bassariscus astutus)
    - fret malý (Bassariscus sumichrasti)
- Podčeleď olingové (Potosinae)
  - Rod Potos – kynkažu
    - kynkažu (Potos flavus)

  - Rod Bassaricyon – olingo
    - olingo štíhlý (Bassaricyon gabbii)
    - olingo jižní (Bassaricyon alleni)
    - olingo východní (Bassaricyon beddardi)
    - olingo severní (Bassaricyon lasius)
    - olingo západní (Bassaricyon pauli)
    - olinguito (Bassaricyon neblina)

Dříve se do čeledi medvídkovitých řadila i panda červená (Ailurus fulgens), dnes je však patrné, že tvoří samostatnou větev (čeleď Ailuridae) na bázi skupiny Musteloidea.